# Bambusa sinospinosa
Bambusa sinospinosa är en gräsart som beskrevs av Mcclure. Bambusa sinospinosa ingår i släktet Bambusa och familjen gräs. Utöver nominatformen finns också underarten B. s. inermis.